# Haora
Haora là một thị xã của quận Haora thuộc bang Tây Bengal, Ấn Độ.

## Địa lý
Haora có vị trí 22°34′25″B 88°19′30″Đ / 22,5736296°B 88,3251045°Đ Nó có độ cao trung bình là 12 mét (39 feet

## Nhân khẩu
Theo điều tra dân số năm 2001 của Ấn Độ, Haora có dân số 1.008.704 người. Phái nam chiếm 54% tổng số dân và phái nữ chiếm 46%. Haora có tỷ lệ 77% biết đọc biết viết, cao hơn tỷ lệ trung bình toàn quốc là 59,5%: tỷ lệ cho phái nam là 81%, và tỷ lệ cho phái nữ là 73%. Tại Haora, 9% dân số nhỏ hơn 6 tuổi.